# Équipe d'Uruguay de rugby à sept
L'équipe d'Uruguay de rugby à sept est l'équipe qui représente l'Uruguay dans les principales compétitions internationales de rugby à sept au sein de la série mondiale et de la coupe du monde.

## Historique
En 2021, l'Uruguay décroche le statut de membre permanent de la série mondiale pour la saison 2022-2023, grâce à son succès en Sevens Challenger Series. Bien que l'équipe fait état de bonnes performances, elle est reléguée après une seule année, notamment en raison de la réduction du nombre d'équipes participantes.

## Palmarès

### Coupe du monde
- 1993 : pas de participation
- 1997 : non qualifié
- 2001 : non qualifié
- 2005 : quart de finale de bowl (21e)
- 2009 : demi finale de bowl (19e)
- 2013 : demi finale de bowl (19e)

### Sudamérica Rugby Sevens
- Vainqueur du championnat d'Amérique du Sud en 2011